# Wohnhaus Berliner Platz 11
Das Wohnhaus Berliner Platz 11 in Bremerhaven-Geestemünde entstand 1848.
Das Haus steht seit 1984 unter Bremer Denkmalschutz.

## Geschichte
Das zweigeschossige Stadtpalais mit einem Mezzaningeschoss von um 1848 aus der Epoche des Klassizismus ist geprägt durch die großen Rundbögen. Besitzer war der Reeder Kotzbuck. 1858 wurde das Haus verkauft an, wie es heißt, die „Herrschaft“ (Verwaltung) und der Amtsvogt von Geestemünde residierte hier; danach  der Rendant (Kassenstelle) des Marine-Depots. Ab 1872 war es der Amtssitz des Polizeiinspektors, des Amtsdieners der Geestemünder Ordnungshüter.
Um 1900 wurde im Hof ein Gefängnis gebaut, nach 1945 waren hier Wohnungen und 1978 wurde das Gebäude abgerissen.
In den 1920er Jahren war die Landeskriminalpolizei des Regierungsbezirks Stade für mehrere Jahre im Haupthaus untergebracht und danach  das Polizeirevier Geestemünde, das  1962 in das ehemalige, größere Gebäude der Reichspost in die Klußmannstraße umzog. Es blieb noch mehrere Jahre Dienstsitz der bremischen Landesbehörde, wurde verkauft und dient seitdem als Wohnhaus.